# وایکینگ (فیلم ۲۰۱۶)
وایکینگ (روسی: Викинг) یک فیلم تاریخی روسی محصول ۲۰۱۶ دربارهٔ شاهزاده قرون وسطایی ولادیمیر کبیر، شاهزاده نوگورود به کارگردانی آندری کراوچوک و تهیه کنندگی مشترک کنستانتین ارنست و آناتولی ماکسیموف است. در این فیلم دانیلا کوزلوفسکی، سوتلانا خودچنکووا، ماکسیم سوخانوف، الکساندرا بورتیچ، ایگور پترنکو، آندری اسمولیاکوف، کریل پلتنیوف، الکساندر اوستیوگوف و یواکیم ناترکویست به ایفای نقش پرداخته‌اند. این فیلم از روایت‌های تاریخی مانند قصه سالیان گذشته و حماسه‌های پادشاهان ایسلند الهام گرفته شده‌است.
وایکینگ توسط همکاری مرکزی در ۲۹ دسامبر ۲۰۱۶ در روسیه منتشر شد و اولین نمایش جهانی آن در ۶ ژانویه ۲۰۱۷ انجام شد. دو نسخه منتشر شد: ۱۲+ (۱۲۸ دقیقه) و ۱۸+ (۱۳۳ دقیقه). با بودجه ۲۰٫۸ میلیون دلاری، وایکینگ سومین فیلم پرهزینه روسی (پس از دو قسمت سوخته از خورشید ۲) تا زمان اکرانش بود. این فیلم با نقدهای متفاوتی از سوی منتقدان فیلم روسی مواجه شد. در باکس آفیس ۳۲٫۳ میلیون دلار فروخت. این فیلم ۲۵ میلیون دلار در باکس آفیس روسیه و کشورهای مشترک المنافع به دست آورد و به پرفروش‌ترین فیلم روسی تبدیل شد که در سال ۲۰۱۶ اکران شد